# アデライード・ド・ブラバン
アデライード・ド・ブラバン（Adélaïde de Brabant, 1190年頃 - 1265年）は、ブローニュ女伯（在位：1262年 - 1265年）。

## 生涯
ブラバント公アンリ1世とブローニュ女伯マリーの娘マティルドとの間の娘。
1206年にリーネック伯・ローン伯アルヌルフ3世（1221年没）と結婚した。
アルヌルフ3世の死後、1225年2月3日にオーヴェルニュ伯ギヨーム10世と結婚し、以下の3人の子女をもうけた。
- ロベール5世（1225年頃 - 1277年） - オーヴェルニュ伯およびブローニュ伯
- マリー（1225年頃 - 1280年） - 1238年にメヘレン領主ゴーティエ7世（1225年頃 - 1286年頃）と結婚
- マティルド（1230年頃 - 1280年） - 1255年頃にオーヴェルニュのドーファン・クレルモン伯ロベール3世と結婚

ギヨーム10世の死後、1251年にアルヌール2世・ド・ウェーゼマールの2度目の妻となった。1259年に従姉妹でブローニュ女伯であったマティルド・ド・ダンマルタンが死去すると、自身の甥ブラバント公アンリ3世、マティルドの父方の従姉妹オマール女伯ジャンヌ・ド・ダンマルタンおよびマティルドの最初の夫の甥にあたるルイ9世とブローニュ伯領の相続を争ったが、最終的にパリ高等法院はアデライードの相続を認めた。アデライードはその数年後に死去した。